# Jamides caeno
Jamides caeno är en fjärilsart som beskrevs av Riley 1945. Jamides caeno ingår i släktet Jamides och familjen juvelvingar. Inga underarter finns listade i Catalogue of Life.